# ノイス市民射撃祭
ノイス市民射撃祭 (ドイツ語: Neusser Bürger-Schützenfest) はドイツのライン河畔の都市ノイスで毎年8月の最週末に開催される射撃祭である。7,700人以上の射撃兵（Schütze, 射撃協会加盟者）と音楽隊（約1,600人）が行進する。規模ではハノーファーの射撃祭には及ばないものの、単一の射撃協会が組織し、他都市からの応援部隊がない射撃祭としては世界最大である。2018年には7,700人以上が行進し、参加者の最高記録となった（2015年：ほぼ7,500人、2012年：ほぼ7,200人）。射撃祭では射撃王閲兵行進 (Königsparade)、射撃王決定戦 (Königsschießen)、その他の付随行事が行われる。ノイスの地域社会に加え、周辺地域で最大の催事であり、最大100万人もの見物客が集う。見物客数の最高記録は2007年の150万人である。

## 連隊 (Regiment)
射撃祭は中世ではなお軍事的意味合いがあったが、今日では伝統を保つことや、人々のふれあいに主眼が置かれている。そのため射撃兵が着用する制服も、あくまで模擬銃に付随するものとしてである。
連隊の人数は2016年には総員7,684人であった。これは現役で活動する、すなわち行進に参加した射撃兵と音楽隊の総計である。連隊は複数の部隊 (Korps) から成り、部隊ごとに独自の制服が定められている。射撃祭を組織するのが「ノイス市民射撃協会 (Neusser Bürger-Schützen-Verein)」であり、射撃兵全員が加入している。ノイス市民射撃協会を統括するのは10人から12人から成る委員会であり、大佐 (Oberst) もその一員である。対外的に射撃祭を代表するのが射撃王であり、毎年、射撃競技である鳥撃ちを経て選出される。射撃兵なら誰もが射撃王の座を狙うことが可能である。しかし相当な資金と時間が必要とされ、またこれは配偶者にも及ぶ。なお射撃王は委員会に所属しない。

## 部隊 (Korps)
連隊は時代を経た現代では、総計10個部隊から構成されている。1823年の第1回射撃祭から参加しているのは、擲弾兵部隊 (Grenadierkorps) と猟兵部隊 (Jägerkorps) の2個部隊のみである。
部隊ごとに制服が定められ、祝祭行列の彩に変化を与える。全射撃兵に共通の制服はない。小姓 (Edelknaben)、標的射撃兵 (Scheibenschützen)、砲兵 (Artillerie)、 騎兵部隊 (Reiter-Corps) に至る全部隊は、15人から30人で編成する小隊に分かれている。

### 1830年創立ノイス工兵部隊 (Das Neusser Sappeur Korps von 1830)
工兵は20人から成る小部隊であり、1個小隊のみである。制服は、青い上着に白い革製前掛けをかけ、背の高い縁無し帽をかぶる。頂部には赤か白の飾毛が付く。手には斧を持つ。1830年以来、行進では必ず連隊の先鋒を務める。射撃祭中は馬術競技優勝者と射撃王の行く所で歩哨を務めるほか、儀仗隊の任も果たす。

### 1823年創立ノイス擲弾兵部隊 (Das Neusser Grenadierkorps von 1823)
擲弾兵は1823年の第1回射撃祭から参加している。制服は白いズボン、白いシャツ、白い蝶ネクタイ、黒い燕尾服または黒いカッタウェイの下に黒いベストまたは黒い腹帯を合わせ、黒のシルクハットをかぶる。将校は燕尾服の代わりに青い制服をまとい、二角帽子（通称「ボナパルト」）をかぶり、ライオンの頭部の飾りがついたサーベルを手に持つ。擲弾兵は部隊の規模で2011年に第2位となった。

### 1835創立小姓部隊 (Das Edelknaben-Korps von 1835)
小姓部隊は7歳以上の少年が射撃祭に参加できるように設けられている。ノイス射撃兵連隊の他の部隊では、子供の参加はほとんど、ないしはまったく想定されていない。小姓の制服は黒のジャケット、その上から体格に赤と白の肩帯をかけ、ビロード製の黒の短ズボン、白のハイソックス、黒い靴をはく。小姓の頭部には赤と白の玉飾りをつける。小姓はサーベルを身に着けているが、その起源はおそらく過去の時代の習慣に遡る。当時は王侯の箱型馬車に白い服を着た少女らが付き添い、道に花を撒いていた。
小姓部隊の創立は1835年とされているが、正確に検証されたものではない。単に最古の領収書（制服購入）によるものである。小姓は射撃王閲兵行進では、射撃王ならびに委員会と来賓客を随員として先導し、また射撃王の箱型馬車の前を行進する。

### 1823創立ノイス猟兵部隊 (Das Neusser Jägerkorps von 1823)
猟兵部隊は擲弾兵部隊と同じく1823年に創設され、長きにわたり最大の部隊であった。今日、部隊はほぼ800人の射撃兵からなり、第3位の大きさである。猟兵の制服は、緑の上着、白いズボン、緑色の帽子である。各小隊の左側では、ヘーネス (Hönes) と呼ばれる射撃兵が、花で飾った角盃を持つ。

### 1864年/1950年創立ノイス射撃愛好団 (Die Neusser Schützenlust 1864/1950)
射撃愛好団は1864年に創設され、1930年に後継者不足のため一旦廃止された後、1950年に改めて設立された。制服は、濃緑色と淡緑色のダブルの上着、白いズボン、緑色の帽子である。
2011年以降、射撃祭で最大の部隊である。

### 1899年創立ノイス聖フベルトゥス射撃協会 (St.-Hubertus-Schützen-Gesellschaft Neuss 1899)
ノイス聖フベルトゥス射撃協会は1899年にリエージュの聖フベルトゥスを讃え設立された。制服は、緑色の上着、黒のズボン、緑色のリボンのついた黒の帽子である。猟兵部隊と同じく花で飾った角を掲げる。人数は630人ほどと、小さな部隊である。
当部隊も第二次世界大戦後、人員不足に見舞われたが、委員会の主導で1953年に復活した。

### 1850年/1961年創立・社団法人ノイス射撃兵組合 (Die Schützengilde Neuss von 1850/1961 e. V.)
射撃兵組合はかつて1850年から1891年に存在した。1961年に復活したものである。再興は戦後再び「マルクト広場を超えて」行進した1962年に先立つ1961年のことであった。制服は、緑の上着、黒のズボンと白い羽根飾りのついた緑の帽子である。全33個小隊、総員600人といわば小部隊である。

### 1415年創立ノイス標的射撃協会小隊 (Der Zug der Neusser Scheibenschützen-Gesellschaft von 1415)
その歴史はゼバスティアヌス兄弟団 (Sebastianusbruderschaft) に遡り、既に1415年には射撃大会を催していた。しかし協会の小隊が射撃祭に参加したのは、1920年になってからのことである。行進は120名以上の射撃兵が3列になって行われる。制服は灰色のジャケットと黒のズボン、射撃帽 (Schützenhut) をかぶる。特別な敬意を表すべく、射撃王の前で隊員全員が号令に合わせ同時に脱帽する。

### 1854年創立ノイス砲兵部隊 (Das Neusser Artillerie-Corps 1854)
砲兵部隊の設立は1851年だが、ノイス射撃祭に参加を許されたのは、1854年以降である。砲兵は徒歩または騎乗し行進する。ひときわ目を引くのは大砲を載せた前車であり、6頭の輓馬が引く。

### 1828年創立ノイス騎兵部隊 (Das Neusser Reitercorps 1828)
騎兵部隊は1828年に設立された。制服は黒の乗馬服、その下に赤白の肩帯をかける。騎兵は行進の最後を飾る。

## 式次第
射撃祭を構成する重要行事は、射撃王閲兵行進、祝祭行列、射撃王決定戦である。また付随して行われる様々な催し物がある。射撃祭は8月の最終日曜日の週末に行われる。土曜日に始まり、終了は火曜日である。キルメスは既に金曜日の午後5時に伝統的な樽開きを合図に始まる。
射撃祭は正式には土曜日の正午に始まる。祝砲が轟き、公私の建物には旗が掲げられ、クヴィリヌス修道院聖堂の鐘が鳴らされる。
午後5時には市庁舎前のマルクト広場で追悼式が行われる。これに続いて鼓笛隊が「人生を楽しめ)」を奏でると（呼集、Reveille）、街中の様々な地点から一か所に向かう行進 (Sternmarsch) が始まる。
夜には最初の行列、松明行列が行われる。射撃兵は模擬銃の代わりに松明を持ち、服装も制服に代わり暗い色のスーツである。小隊ごとにテーマを選んで山車燈籠を造り、街を引き回す。山車燈籠は松明行列の見ものである。台数は約85台から95台ほどである。
日曜日の午前中、射撃王の栄誉を讃えるパレードが挙行され、連隊はマルクト市場で射撃王と委員会を前に行進する。著名人が賓客となるのも稀ではない。2010年には当時の連邦内務大臣トーマス・デメジエールが姿を見せた。日曜日午後の行進は、毎年、地元公共放送WDRがテレビ中継している。撃兵の祝典隊列が街を行進するのは、この他にも日曜日は午後、月曜日と火曜日は午後と夜である。
火曜日の午後の行進が終わると、祭りの会場となる草地広場で新たな射撃王が選出される。射撃王の座を狙う射撃兵は、柱の上に括り付けた割り木（通称「Vogel, 鳥」）を順番に撃つ。割り木に当てるのは簡単だが、撃ち壊すにはコンビネーションガンでも20発から40発を必要とする。そのため王の栄誉は、射撃の腕前よりも運の側面が大きい。
射撃王決定戦の後、草地広場に建てた祝祭テントの中で、公式の「大帰営譜」が執り行われる。
演奏は毎年順番は異なるものの、1904年創立ノイス連隊第1鼓笛隊 (Neusser Regimentstambourkorps 1904)、1968年創立ノイス鼓笛隊「揺るがぬ忠誠」 (Neusser Tambourkorps „In Treue fest“ 1968)、1912年創立ノイス連隊合同鼓笛隊ノヴェジア (Neusser Regiments- und Bundes-Tambourkorps Novesia 1912)、1956年創立ホルツハイム音楽協会 (Musikverein Holzheim 1956) である。鼓笛隊と音楽隊はルートヴィヒ・ヴァン・ベートーヴェンのヨルク行進曲に合わせ、1830年創立ノイス工兵部隊 (Das Neusser Sappeur Korps von 1830) が随行する中、テントに入場する。
夜には最後の祝祭行列「ヴァッケルツーク (Wackelzug)」が行われ、街中の路上で人々が踊り廻る。一部では射撃兵が制服を「飾ったり」、行列でどんな出し物を披露しようかと趣向を凝らす。射撃兵の多くは午後の内にバラの花を用意しておくが、これは夜の行列を観ようと街頭に集まった女性たち「ニュッサー・レースケス (Nüsser Röskes)」に手渡すためである。射撃兵は花の返礼にと好みのダンスを女性に申し込む。行列の最後に、新射撃王の前を行進する。
翌午前1時頃、修道院聖堂広場 (Münsterplatz) では、1415年創立ノイス標的射撃協会小隊 (Der Zug der Neusser Scheibenschützen-Gesellschaft von 1415) による大帰営譜が行われる。これはノイス市民射撃協会の公式行事ではないが、委員会、新射撃王、ノイス射撃愛好団 (Neusser Schützenlust) が参加する。1951年創立ロッゲンドルフ/テンホーフェン「ドイツ騎士団団長ケルン」鼓笛隊 (Tambourcorps „Deutschmeister Köln“ 1951 Roggendorf/Thenhoven)、1926年創立シュトラベルク連合猟兵音楽隊 (Vereinigte Jägerkapelle Straberg 1926) がルートヴィヒ・ヴァン・ベートーヴェンのヨルク行進曲を演奏しつつ姿を現す。小夜曲として軍隊行進曲の合同演奏が行われる。例えばカール・カールのムシナン行進曲、アンドレアス・レオンハルトのアレクサンダー行進曲、ゲオルク・ザイフェルトの国王ルートヴィヒ2世行進曲 (König-Ludwig-II.-Marsch) などである。またクーノ・フォン・モルトケ伯爵の大選帝侯騎兵行進曲はシュトラベルク連合猟兵音楽隊が単独で演奏する。松明、隊旗行進、ティンパニ、ドイツ国歌、締めくくりに鳴り響くクヴィリヌス修道院聖堂の鐘の音は、多くの人々に盛況の射撃祭が厳粛に終わりを迎えたことを実感させる。

### その他の催事
射撃祭の日曜日と月曜日の夜には、祝祭行列の後、様々な部隊が主催する舞踏会が行われる。例えば日曜日は擲弾兵と射撃愛好団が、月曜日には猟兵が開催する。また街中ではたくさんのパーティーが行われる。

### 射撃祭以外の行事
射撃祭の6週間前に「市民と市民の息子の集い (Versammlung der Bürger und Bürgerssöhne)」が開催される。そこでは演台に立つ祭りの弁士が、今年も射撃祭を行うのか否かを尋ねる。会場に集まった市民と射撃兵は、皆で声を合わせ「ツォッホ、ツォッホ! (Zoch, Zoch!)」と答えるのである。
射撃祭の3週間前の土曜日には大佐 (Oberst) が選ばれる（大佐栄誉夜会、Oberstehrenabend）。これに続き、スーツを着用し、松明を手にし、大佐の栄誉を讃えるべく行進が行われる。
射撃祭の2週間前の土曜日には、射撃王栄誉夜会 (Königsehrenabend) が行われる。ここでは射撃王は、射撃兵を選び、勲章を与えることができる。これに続き大佐の栄誉夜会と同様、射撃王の栄誉を讃えるべく行進が行われる。
射撃祭の1週間後の土曜日には、戴冠記念舞踏会が開催され、ここで新射撃王に「王位 (Königswürde)」が授けられる。

## 歴史

### 創設
中世においては既に多くの都市で毎年、軍事訓練、射撃訓練が行われていた。これは市民が非常時に都市の自由を自ら守るためであった。ノイスでこのような訓練を行った組織で最古のものは、1415年創立のゼバスティアヌス兄弟団 (Sebastianus-Bruderschaft) であった。
しかし現在のような射撃祭が行われるようになったのは、1823年以降のことである。ナポレオン・ボナパルト率いるフランス軍の占領が終わると、ノイス独身者信心会 (Neusser Junggesellen-Sodalität) が許可を願い出た。既存のバルトロメウス・キルメスと並び、鳥撃ちと祝祭行列を開催したいというのである。
催事には約100名の参加があり、1824年には既に135人を数えた。その後、数十年を経て今日知られる形が出来上がっていった。1833年には射撃大会実行委員会が選ばれ、1840年には射撃王閲兵行進が式次第に加えられた。連隊は大きくなり続け、今日知られる部隊編成となっていった。1901年には民法典が導入され、ノイス市民射撃協会は登録団体となった。

### 第一次世界大戦と第二次世界大戦
1914年7月25日、第一次世界大戦が差し迫っているにもかかわらず、射撃祭の挙行が決定された。しかし8月1日には動員が始まったため、同年および翌年以降は中止となった。
1920年には占領軍当局から許可を受け、射撃祭を再開する運びとなったが、国外の新聞では「報復への憧憬、軍国主義の再燃」と報じられた。1923年と1924年に射撃祭は禁止されたが、1925年に通例の開催日の1週間前になってベルギー占領軍が開催を許可した。1927年には100周年記念を祝ったが、これは本来は1923年に行われるはずのものであった。行進には1,200人以上が参加し、盛大に挙行された。
経済危機のため1931年には射撃祭は中止されたが、翌年からは再開することができた。しかし支配政党のナチ党と軋轢が生じた。1937年にナチ党の管区指導者は、ノイスの聖職者たちをパレードに際し市庁舎に招待してはならない、と要求したものの、実際には何の効果もなかった。しかし宗教的なモチーフ（修道院聖堂合唱団、聖三王合唱団）が禁止された。1939年には第二次世界大戦前で最後となる射撃祭が開催された。その木曜日には最初の軍用輸送列車がデュッセルドルフを出発している。新しい射撃王は1939年には選出されなかったため、その座にあったロベルト・ロネス (Robert Lonnes) の次代の射撃王は、1948年まで待たねばならなかった。そのためロネスはノイス市民射撃祭の歴史の中で在任最長の射撃王であった。

### 第二次世界大戦後
1947年にノイスの射撃兵は、市庁舎からクヴィリヌス修道院聖堂まで廃墟の街を沈黙の内に行進した。1948年には再び射撃王が選ばれた。射撃祭が4日間の日程で開催されるようになったのは、1949年以降のことである。

## 歴代射撃王一覧
射撃王は、射撃王決定戦 (Königsschießen) によって選ばれる。以下に1950年以降の射撃王を一覧で掲載する。「王」の名称は優勝者の名前（苗字は含まず）から採られている。
| 射撃王名                      | 年        | 部隊                 |
| ----------------------------- | --------- | -------------------- |
| ベルンハルト1世陛下           | 1950/1951 | 猟兵                 |
| カール・アルトゥール1世陛下   | 1951/1952 | 猟兵                 |
| アルトゥール1世陛下           | 1952/1953 | 擲弾兵               |
| エルンスト1世陛下             | 1953/1954 | 無所属               |
| ヘルマン・ヴィルヘルム1世陛下 | 1954/1955 | 無所属               |
| ヨーゼフ7世陛下               | 1955/1956 | 無所属               |
| ヨーゼフ8世陛下               | 1956/1957 | 射撃愛好団           |
| ブルーノ1世陛下               | 1957/1958 | フベルトゥス射撃協会 |
| ペーター・ヴィルヘルム1世陛下 | 1958/1959 | 射撃愛好団           |
| ヨーゼフ9世陛下               | 1959/1960 | 標的射撃協会         |
| カール8世陛下                 | 1960/1961 | フベルトゥス射撃協会 |
| ベルント2世陛下               | 1961/1962 | 標的射撃協会         |
| ハインリヒ12世陛下            | 1962/1963 | 猟兵                 |
| クリスティアン4世陛下         | 1963/1964 | 無所属               |
| ヘルマン6世陛下               | 1964/1965 | 無所属               |
| ゲルト1世陛下                 | 1965/1966 | 射撃愛好団           |
| ハンネス1世陛下               | 1966/1967 | 擲弾兵               |
| ハンス2世陛下                 | 1967/1968 | 擲弾兵               |
| ノルベルト1世陛下             | 1968/1969 | 射撃愛好団           |
| ヘルムート1世陛下             | 1969/1970 | 標的射撃協会         |
| マティアス1世陛下             | 1970/1971 | フベルトゥス射撃協会 |
| ハインツ・ギュンター1世陛下   | 1971/1972 | 射撃愛好団           |
| アルフレート1世陛下           | 1972/1973 | 射撃兵組合           |
| カール9世陛下                 | 1973/1974 | 射撃愛好団           |
| ゲルト4世陛下                 | 1974/1975 | 無所属               |
| アレクサンダー1世陛下         | 1975/1976 | フベルトゥス射撃協会 |
| ヴィリー11世陛下              | 1976/1977 | 無所属               |
| ヘルマン・ヨーゼフ1世陛下     | 1977/1978 | 擲弾兵               |
| ハインツ・ペーター1世陛下     | 1978/1979 | 猟兵                 |
| ヘルムート2世陛下             | 1979/1980 | 標的射撃協会         |
| ヘルベルト1世陛下             | 1980/1981 | 射撃愛好団           |
| ハンス3世陛下                 | 1981/1982 | 射撃兵組合           |
| ライナー1世陛下               | 1982/1983 | フベルトゥス射撃協会 |
| ジークフリート1世陛下         | 1983/1984 | 射撃愛好団           |
| ホルガー1世陛下               | 1984/1985 | 猟兵                 |

| 射撃王名                  | 年        | 部隊                 |
| ------------------------- | --------- | -------------------- |
| トーニ1世陛下             | 1985/1986 | 射撃愛好団           |
| ヨーゼフ10世陛下          | 1986/1987 | 猟兵                 |
| ヴェルナー2世陛下         | 1987/1988 | 猟兵                 |
| ヴェルナー3世陛下         | 1988/1989 | 射撃愛好団           |
| ホルスト1世陛下           | 1989/1990 | 標的射撃協会         |
| トーマス1世陛下           | 1990/1991 | 擲弾兵               |
| ヤーコプ3世陛下           | 1991/1992 | 擲弾兵               |
| ハンス＝ディーター1世陛下 | 1992/1993 | 標的射撃協会         |
| クリスティアン5世陛下     | 1993/1994 | 擲弾兵               |
| ベルンハルト3世陛下       | 1994/1995 | 猟兵                 |
| ハンス4世陛下             | 1995/1996 | フベルトゥス射撃協会 |
| エーリヒ1世陛下           | 1996/1997 | 擲弾兵               |
| ハインツ・ヴィリー1世陛下 | 1997/1998 | 擲弾兵               |
| アーディ1世陛下           | 1998/1999 | 射撃兵組合           |
| ディーター1世陛下         | 1999/2000 | 標的射撃協会         |
| ハンス＝ヨーゼフ1世陛下   | 2000/2001 | 射撃愛好団           |
| フランツ＝ヨーゼフ1世陛下 | 2001/2002 | 射撃愛好団           |
| ヨーゼフ11世陛下          | 2002/2003 | 猟兵                 |
| マルコ1世陛下             | 2003/2004 | 擲弾兵               |
| ギュンター1世陛下         | 2004/2005 | 工兵                 |
| カール＝テオ1世陛下       | 2005/2006 | 射撃愛好団           |
| マリオ1世陛下             | 2006/2007 | 射撃愛好団           |
| ホルスト2世陛下           | 2007/2008 | 擲弾兵               |
| ヘルマン＝ヨーゼフ2世陛下 | 2008/2009 | 擲弾兵               |
| ヨアヒム1世陛下           | 2009/2010 | 射撃愛好団           |
| ヴェルナー4世陛下         | 2010/2011 | 標的射撃協会         |
| ライナー2世陛下           | 2011/2012 | 擲弾兵               |
| イェルク1世陛下           | 2012/2013 | 射撃愛好団           |
| ライナー3世陛下           | 2013/2014 | フベルトゥス射撃協会 |
| マルクス1世陛下           | 2014/2015 | 標的射撃協会         |
| ゲルト・フィリップ1世陛下 | 2015/2016 | 射撃愛好団           |
| クリストフ1世陛下         | 2016/2017 | 射撃愛好団           |
| ゲオルク1世陛下           | 2017/2018 | 射撃愛好団           |
| ブルーノ2世陛下           | 2018/2019 | 射撃兵組合           |

## 特記事項
市庁舎の塔の3辺には、いわゆる「射撃兵信号機」が設置され、多くの射撃兵が行進する際に役立っている。行進の開始時に信号は赤から緑に変わる。遠く離れた終結地点の射撃兵も、こうして間もなく出発と分かるのである。この信号は既にSAT.1の番組『Genial Daneben』で取り上げられている。
ノイスの連隊には7,000人以上の射撃兵が所属しているため、軍事面から見れば「将軍 (General)」が置かれるべきだが、ノイスで連隊を指揮するのは「大佐 (Oberst)」1名のみとなっている。